# Altkatholische Kirche Kroatien
Die Kroatische Altkatholische Kirche (Hrvatska starokatolička crkva) wurde nach dem Ersten Weltkrieg von national gesinnten Katholiken in Kroatien gegründet, die Marko Kalogjerá zu ihrem Bischof wählten und um Aufnahme in die Utrechter Union der Altkatholischen Kirchen baten. Ende 1923 empfing Adalbert Schindelar, der erste Bischof der Altkatholischen Kirche Österreichs, eine Delegation und unterzeichnete eine Erklärung, welche diese Kirche als Teil der staatlich anerkannten Altkatholischen Kirche Österreichs auswies. Das kroatische Bistum erhielt in der Folge die staatliche Anerkennung als altkatholische Kirche im Königreich Jugoslawien.
Nachdem Kalogjerá gegen Bezahlung kirchliche Ehen annullierte, schloss ihn die Internationale Bischofskonferenz (IBK) der Utrechter Union aus ihren Reihen aus. In der Folge kam es zur Spaltung in eine Minderheit, die Bischof Kalogjerá folgte, und eine Mehrheit, die in Einheit mit der Utrechter Union verblieb. Während des Zweiten Weltkriegs wurden die damals rund einhundert altkatholischen Gemeinden durch die Allianz von römisch-katholischem Klerus und dem Ustascha-Staat von Ante Pavelić fast vollständig aufgerieben.
Heute existieren Pfarreien in Šaptinovci, Dubrave Donje (Bosnien-Herzegowina) und in Zagreb; die Zagreber Gemeinde besitzt zwei Kirchengebäude und einen altkatholischen Friedhof aus den 1930er Jahren. Im September 2010 waren vier Priester und ein Diakon tätig.
Die Altkatholische Kirche Kroatien steht unter der Jurisdiktion eines Delegaten der IBK. Dieser ist regelmäßig der österreichische altkatholische Bischof.